# Tohvri (Hiiumaa)
Koordinaten: 58° 43′ N, 22° 29′ O
Tohvri ist ein Dorf (estnisch küla) in der Landgemeinde Hiiumaa (bis 2017: Landgemeinde Emmaste). Es liegt auf der zweitgrößten estnischen Insel Hiiumaa (deutsch Dagö).

## Beschreibung
Tohvri hat heute keine ständigen Einwohner mehr (Stand 31. Dezember 2011).
Der Ort liegt direkt an der Ostseeküste. Der starke Westwind, der gegen die Insel drückt, macht die Strände und das Meer bei Tohvri unruhig.

## Sowjetische Küstenbatterie
Südlich des historischen Dorfkerns sind in der Nähe des steinigen Strandes die Überreste einer großen Küstenbefestigung zu sehen. Sie wurde 1940/41 im Zuge des Zweiten Weltkriegs von der Roten Armee bei Tohvri angelegt. Ziel war es vor allem, den  nahegelegenen Hafen von Sõru vor Angriffen zu schützen. Die lokale Bevölkerung musste den Ort weitgehend verlassen.
Nach dem Krieg blieben die Militäranlagen größtenteils leer. 1966 Jahren zog in die Kasernen eine geriatrische Anstalt. Heute stehen die ehemaligen Verteidigungsanlagen unter Denkmalschutz.